# Hyperion (tren)
Hyperion este un tren electric produs de compania Softronic și operat exclusiv de Softrans, un operator feroviar ce aparține aceluiași grup.
Au fost produse trei exemplare, toate circulând pe rutele Craiova-București-Brașov și Craiova-București-Constanța (în funcție de sezon).
Aceste exemplare sunt denumite RES nnn, unde 'nnn' reprezintă numărul de serie. Prescurtarea exemplarelor înseamnă Ramă Electrică Suburbană.
Trenul Hyperion este o garnitură formată din două vagoane motor și două vagoane intermediare, cu boghiurile intermediare plasate între vagoane, în formula Bo-2-2-2-Bo. El poate opera atât pe rețelele alimentate cu curent alternativ la 25 kV și 50 Hz, cât și pe rețelele alimentate cu curent continuu la 3 kV. 
Este un tren care poate transporta până la 188 de pasageri și atinge viteza de 160 km/h. Dispune de sistem de recuperare a energiei în timpul frânării.
Aceste trenuri, operate de firma asociată Softrans, reprezintă și un experiment pentru producătorul român Softronic privind materialul rulant de transport pasageri, produsul putând fi pregătit pentru export în baza experienței operatorului român.

## Imagini

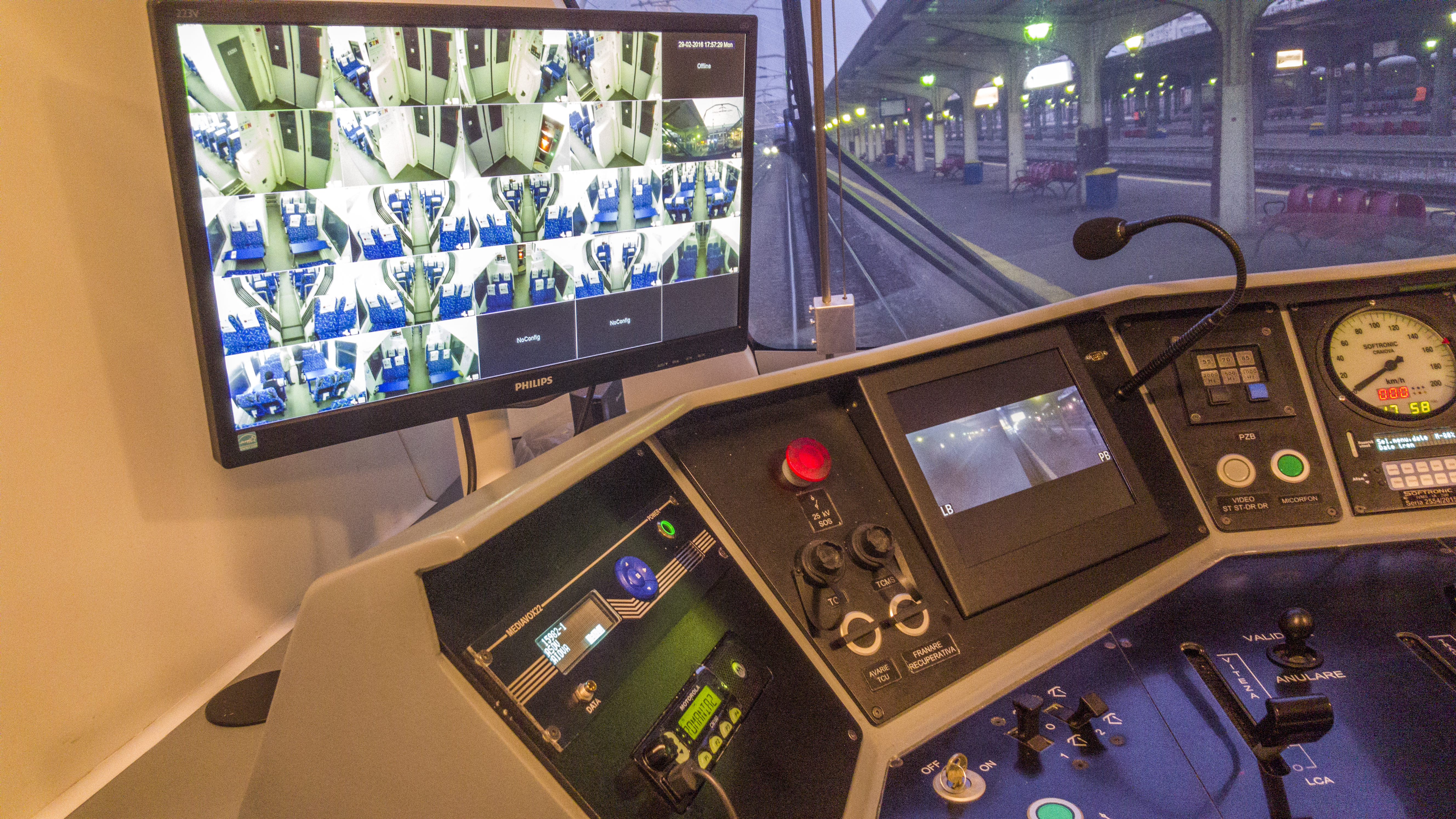
Monitorul din cabina Softronic Hyperion
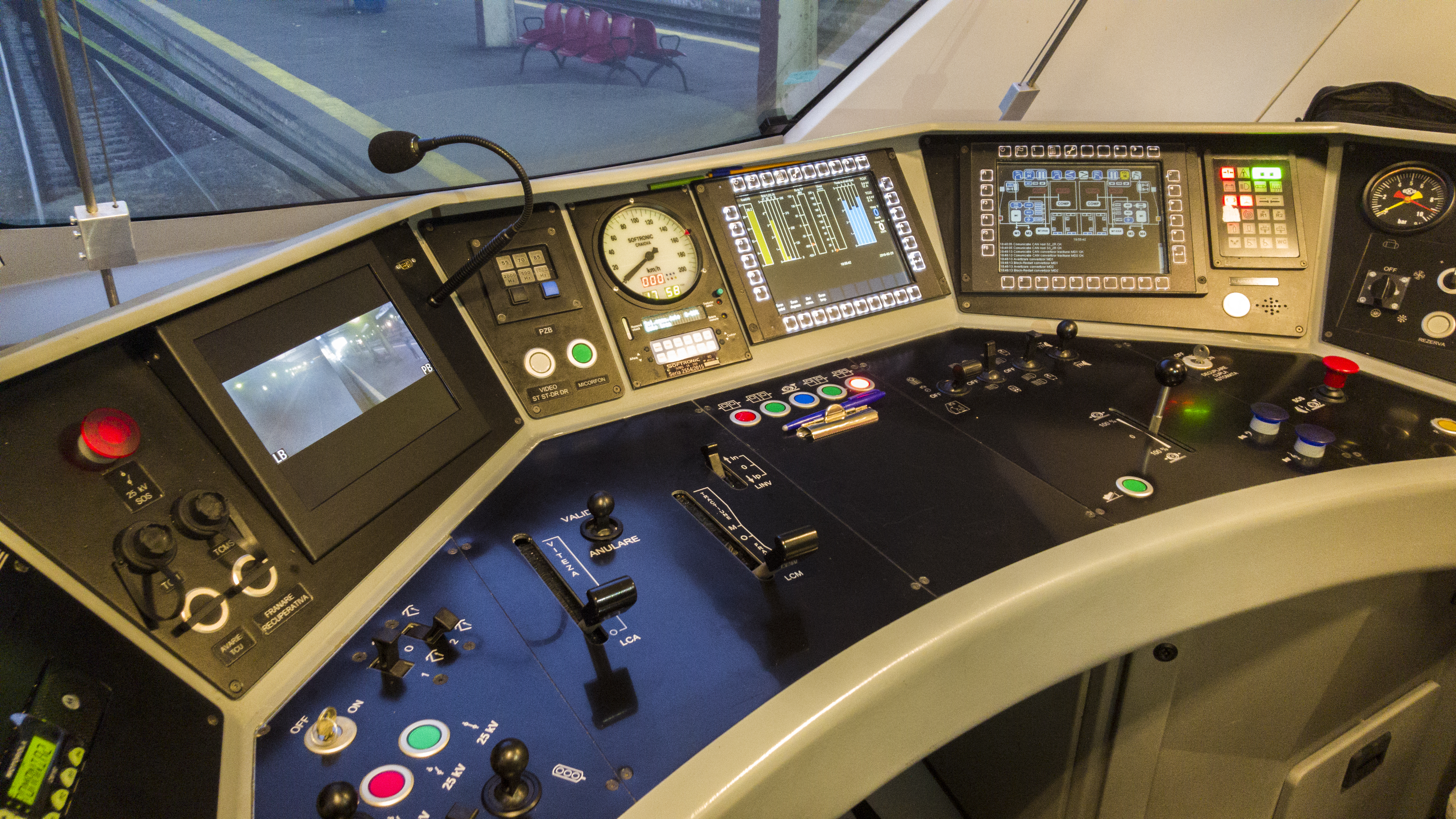
Pupitrul de comandă Softronic Hyperion
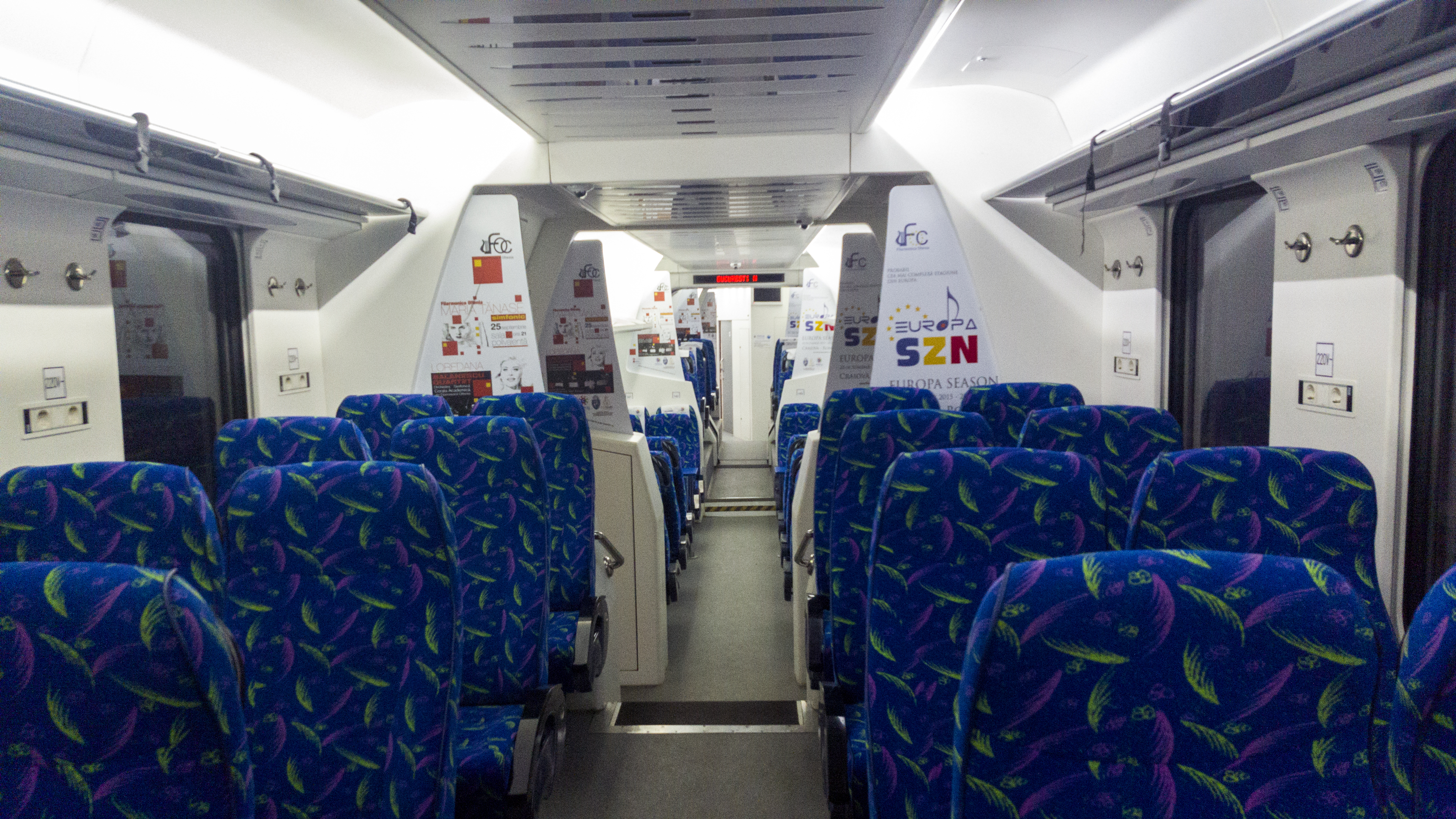
Interior Softronic Hyperion